# (123) Brunhild
(123) Brunhild – planetoida z grupy pasa głównego asteroid okrążająca Słońce w ciągu 4 lat i 157 dni w średniej odległości 2,70 j.a. Została odkryta 31 lipca 1872 roku w Clinton położonym w hrabstwie Oneida w stanie Nowy Jork przez Christiana Petersa. Nazwa planetoidy pochodzi od Brunhildy, jednej z dziewiętnastu walkirii w mitologii nordyckiej.